# Jason Plummer
Jason Robert Plummer (* 3. März 1969; † 15. November 2021 in Southlake, Vereinigte Staaten) war ein australischer Schwimmer.

## Karriere
Jason Plummer war Mitglied im St. Peters Swim Club in Brisbane. Bei den Australischen Meisterschaften 1985 gewann er Silber über 400, 800 und 1500 m Freistil. Bei den Commonwealth Games 1986 in der schottischen Hauptstadt Edinburgh siegte Plummer über 1500 m Freistil und wurde im Folgejahr auch erstmals australischer Meister über diese Distanz. Zudem folgten zwei Bronzemedaillen bei den Pan Pacific Swimming Championships 1987 über 400 und 1500 m Freistil. Bei den Olympischen Sommerspielen 1988 in Seoul belegte er im Wettkampf über 1500 m Freistil den 14. Platz und wurde im Staffelwettkampf über 4 × 200 m Freistil mit Thomas Stachewicz, Ian Brown und Duncan Armstrong Vierter.
Plummer studierte an der Stanford University und erwarb 1992 einen Bachelorabschluss in Psychologie. 1998 beendete er ein Masterstudium an der University of California, Los Angeles. In den frühen 2000er Jahren assistierte er Mike Anderson  als Schwimmtrainer an der University of Hawaii. Im Jahr 2007 wurde bekannt, dass Plummer einer von fünf Schwimmer war, die Stanford-Cheftrainer Skip Kenney aus den Mannschaftsrekordbüchern gelöscht hatte. Kenney gab damals zu, bestimmte Athleten, mit denen er im Laufe seiner Karriere aneinandergeraten war, absichtlich aus den Rekordbüchern gelöscht zu haben. Plummer meinte damals, dass seine Top-15-Zeiten in der Schule im Freistil über 200 Meter, 500 Meter, 1000 Meter und 1650 Meter in den frühen 1990er Jahren von Kenney gelöscht worden seien. Im Laufe seiner Karriere trat Plummer immer wieder – zumeist nebenberuflich – als Schwimmtrainer in Erscheinung. Später lebte er mit seiner Frau und seinen beiden Kindern in Southlake, wo er zuletzt im Großraum von Dallas Luxusimmobilien verkaufte.
Er starb am 15. November 2021 im Alter von 52 Jahren in seinem Haus in Southlake, Texas.
Sein Bruder BJ Plummer initiierte 2022 die Vergabe des sogenannten Jason Plummer Memorial Awards, der alljährlich an die besten 15 bis 16 Schwimmer beider Geschlechter im 1500-Meter-Freistil-Wettbewerb der jährlichen Queensland Championships vergeben werden soll.